# Elisabet Pujol
Elisabet Pujol, també coneguda com a Bet Pujol, és una model, actriu i productora catalana.
Bona estudiant i tímida de petita, va treballar de cambrera i també de model, professió a la qual es dedicà professionalment.
Va ser coprotagonista, amb Pep Parés, d'Oliana Molls i l'astàlec de bronze i la seva seqüela, Oliana Molls reemesa com Els casos insòlits d'Oliana Molls, sèries destinades al públic infantil i juvenil, emeses a Televisió de Catalunya. Hi interpretà el paper de Betty Apricot. Va participar en les dues temporades entre 1985 i 1987. També participà com a Cèlia a Judes Xanguet i les Maniquins juntament amb Ferran Rialp i Cristina Masia i va realitzar doblatges.
De 2004 a 2011 va col·laborar en la producció d'una dotzena de pel·lícules. Va començar les seves tasques de producció amb en Lluís Miñarro, director de la productora Eddie Saeta, en un principi especialitzada en el món de la publicitat i més endavant en obres cinematogràfiques de caràcter independent. Més endavant va anar a Ovideo TV, on ha desenvolupat les tasques de directora de producció (13 films) i producció executiva. Va treballar amb Joaquim Jordá a Veinte años no es nada; amb la Judith Colell a 53 dies d’hivern; amb la Laura Maña de La vida empieza hoy i amb Sílvia Munt a Mentiders, Meublé. La casita Blanca i Pretextos. També ha fet publicitat, TV movies i diversos projectes en règim de coproducció.